# Небалии
Небалии (лат. Nebalia) — род морских ракообразных из отряда тонкопанцирных (Leptostraca).

## Описание
Соединяют в себе признаки как низших (Entomostraca), так и высших (Malacostraca) ракообразных. Подобно последним, они имеют 5 головных и 8 грудных сегментов, и так же расположенные половые отверстия, но сзади тело заканчивается вилочкой (furca), как у Entomostraca. Панцирь является, как у низших форм, двустворчатым и прикрывает задними краями основу брюшка. Жабры пластинчатые и сидят, как у Entomostraca, на грудных ножках. Небалии имеют две нефридиальные железы: антеннальную, как у Malacostraca, и максиллярную (рудиментарную), как у Entomostraca. Сердце в виде удлинённой трубки тянется в груди и в брюшке. Развитие напоминает расщепленогих раков (Schizopoda).

## Классификация
Род включает около 30 видов:
- Nebalia abyssicola Ledoyer, 1997
- Nebalia antarctica Dahl, 1990
- Nebalia biarticulata Ledoyer, 1997
- Nebalia bipes (Fabricius, 1780)
- Nebalia borealis Dahl, 1985
- Nebalia brucei Olesen, 1999
- Nebalia cannoni Dahl, 1990
- Nebalia capensis Barnard, 1914
- Nebalia clausi Dahl, 1985
- Nebalia dahli Kazmi & Tirmizi, 1989
- Nebalia daytoni Vetter, 1996
- Nebalia falklandensis Dahl, 1990
- Nebalia geoffroyi Milne-Edwards, 1928
- Nebalia gerkenae Haney & Martin, 2000
- Nebalia herbstii Leach, 1814
- Nebalia hessleri Martin, Vetter & Cash-Clark, 1996
- Nebalia ilheoensis Kensley, 1976
- Nebalia kensleyi Haney & Martin, 2005
- Nebalia kocatasi Moreira, Kocak & Katagan, 2007
- Nebalia lagartensis Escobar-Briones & Villalobos-Hiriart, 1995
- Nebalia longicornis Thomson, 1879
- Nebalia marerubri Wägele, 1983
- Nebalia melanophthalma Ledoyer, 2002
- Nebalia mortoni Lee & Bamber, 2011[5]
- Nebalia neocaledoniensis Ledoyer, 2002
- Nebalia patagonica Dahl, 1990
- Nebalia reboredae Moreira & Urgorri, 2009
- Nebalia schizophthalma Haney, Hessler & Martin, 2001
- Nebalia strausi Risso, 1826
- Nebalia troncosoi Moreira, Cacabelos & Dominguez, 2003
- Nebalia villalobosi Ortiz, Winfield & Chazaro-Olvera, 2011